# Holly Lawrence
Holly Lawrence (Hammersmith, 25 de febrero de 1990) es una deportista británica que compite en triatlón.
Ganó una medalla de bronce en el Campeonato Europeo de Triatlón de 2014, en la prueba de relevo mixto. Además, obtuvo dos medallas en el Campeonato Mundial de Ironman 70.3, oro en 2016 y plata en 2019, y dos medallas en el Campeonato Europeo de Ironman 70.3, oro en 2019 y plata en 2021.

## Palmarés internacional
| Campeonato Europeo | Campeonato Europeo  | Campeonato Europeo | Campeonato Europeo |
| Año                | Lugar               | Medalla            | Prueba             |
| ------------------ | ------------------- | ------------------ | ------------------ |
| 2014               | Kitzbühel (Austria) | Medalla de bronce  | Relevo mixto       |

| Campeonato Mundial | Campeonato Mundial     | Campeonato Mundial | Campeonato Mundial |
| Año                | Lugar                  | Medalla            | Prueba             |
| ------------------ | ---------------------- | ------------------ | ------------------ |
| 2016               | Mooloolaba (Australia) | Medalla de oro     | Individual         |
| 2019               | Niza (Francia)         | Medalla de plata   | Individual         |
| Campeonato Europeo |                        |                    |                    |
| Año                | Lugar                  | Medalla            | Prueba             |
| 2019               | Elsinor (Dinamarca)    | Medalla de oro     | Individual         |
| 2021               | Elsinor (Dinamarca)    | Medalla de plata   | Individual         |